# Кис-Лев, Йонатан
Йонатан Кис-Лев (род. 12 сентября 1985, Мишмар Аялон, Израиль) — израильский художник, активист движения за мир, актёр. Получил известность благодаря ярким, красочным картинам, выполненным в манере наивного искусства и принёсшим ему широкое признание в Израиле. Его работы вошли в крупные коллекции произведений израильского искусства, в том числе в коллекцию Национального банка Израиля. Президент Израильской молодёжной лиги говорящих на языке эсперанто.

## Биография
Родился в 1985 году в семье репатриантов из России, детство провёл в небольшом поселении под Иерусалимом. С раннего возраста Йонатан проявлял большие способности к рисованию, с 5 лет начал брать частные уроки акварели и масла у жившего неподалёку русского художника, затем продолжил художественное обучение в школе искусств «Ирони Алеф» в Тель-Авиве, занимался живописью и скульптурой. В возрасте 16 лет получил стипендию на учёбу в международном Колледже имени Лестера Пирсона в Канаде, где в течение двух лет изучал живопись, скульптуру и искусство гравюры. Получил международную степень бакалавра со специализацией в области изобразительного искусства.
Вернувшись в Израиль, Йонатан продолжал развивать художественные навыки даже во время службы в Армии обороны Израиля. В 2007 году в Тель-Авиве прошла его первая персональная выставка под названием «Начала: Неве-Цедек и Яффо», одним из почётных гостей которой был мэр Тель-Авива Рон Хулдай. Выставка стала успешным дебютом в мире израильского искусства.
По окончании военной службы принял решение не продолжать изучение искусства в Академии художеств, но развивать собственный стиль и технику самостоятельно. В последующие годы увлечённо разрабатывал определённые приёмы и техники, позволяющие ему «забыть» всё то, что он с детства учил о «правильной живописи», и снова начать рисовать «как ребёнок». Йонатан начал писать некоторые из своих картин слабой левой рукой, а не сильной правой, переворачивать холст «с ног на голову», меняя небо местами с землёй. По словам художника, все эти техники помогли ему развить его природную интуицию и обрести большую живописную свободу. Стиль живописи Йонатана Кис-Лева характеризуется как «наивное искусство», но некоторыми критиками определяется как «псевдонаивное», поскольку манера письма «глазами ребёнка» выбрана художником сознательно.

### Персональные выставки
- 2012 — «Абстракция, соприкасающаяся с реальностью», куратор Джудит Бейнер, Галерея Гриффин, Бока-Ратон, Флорида, США
- 2011 — «Золотой», куратор Ширан Шафир Бучвальд, Галерея Art & Soul, Иерусалим, Израиль
- 2010 — «Нагария, любовь моя», куратор Ли Римон, Галерея Эдж, Нагария, Израиль
- 2010 — «Портреты Вечной Земли», куратор Джудит Бейнер, Галерея Гриффин, Бока-Ратон, Флорида, США
- 2009 — «Йонатан Кис-Лев», куратор Ширан Шафир Бучвальд, Галерея Шорашим, Международный банк, Тель-Авив, Израиль
- 2007 — «Начала: Неве Цедек и Яффо», Галерея Башни торговли, Тель-Авив, Израиль

### Групповые выставки
- 2012 — «Секретная выставка», кураторы Эсти Дрори и Дорон Полак, Национальный Банк, Тель-Авив, Израиль
- 2011 — «Абстрактные мысли», куратор Дорон Полок, Галерея ZOA, Тель-Авив, Израиль
- 2009 — «B-Sides», куратор Инбаль Друэ, Галерея Завта, Тель-Авив, Израиль
- 2009 — «Дом», куратор Ротем Ривов, Галерея Апарт Арт, Тель-Авив, Израиль
- 2009 — «Секретная выставка», кураторы Эсти Дрори и Дорон Полак, Национальный Банк, Тель-Авив, Израиль

## Активист движения за мир
В возрасте 12 лет участвовал в художественных мастерских «за мир», на которых впервые встретил палестинских детей, после чего присоединился к еврейско-арабскому молодёжному движению Садака Реут, оказавшему на него в дальнейшем сильное влияние. Во время службы в Армии обороны Израиля Кис-Лев служил в штабе координатора правительственной деятельности на территориях, где отвечал за взаимоотношения и помощь таким организациям, как Ближневосточное агентство ООН для помощи палестинским беженцам и организации работ (БАПОР) и Врачи без границ. В 2011 году присоединился к группе художников, призывающих к мирному урегулированию арабо-израильского конфликта, под руководством организации «Семьи погибших — за мир». Одним из проведённых группой мероприятий стало совместное посещение участниками заброшенной палестинской деревни Лифта и Музея Холокоста Яд ва-Шем.
Кис-Лев верит в силу образования и искусства, как факторов, способствующих укреплению мира между израильтянами и палестинцами. Будучи сионистом и приверженцем правых политических взглядов, художник, тем не менее, полагает, что поощрение стычек и противостояния, направленное на устранение обоюдного страха у обеих сторон, не имеет отношения к реальной политической ситуации. С 2008 года начал читать лекции о возможностях мира и способах разрешения конфликта на Ближнем Востоке.